# Линь Сан
Линь Сан (кит. упр. 林桑, пиньинь Lín Sāng, род. 17 августа 1977) — китайская спортсменка (стрельба из лука).
На летних Олимпийских играх 2004 года Линь Сан закончила квалификацию на 11 месте, набрав 647 очей. Однако в первом раунде плей-офф уступила бутанской спортсменке Церинг Чоден со счётом 156:159. В итоге она заняла 36-е место среди 64-х участниц.
Линь Сан также принимала участие в командном первенстве в составе сборной Китая, которая выиграла серебряные медали.